# Vendôme (metro de Montreal)
Vendôme es una estación del Metro de Montreal ubicada en el distrito de Côte-des-Neiges–Notre-Dame-de-Grâce en Montreal, Quebec, Canadá. Es operada por la Société de transporte de Montréal (STM) y es parte de la Línea Naranja. Está situada en el área de Notre-Dame-de-Grâce.
La estación está conectada a la estación Vendôme del AMT por un túnel peatonal por el cual es posible llegar al Tren de cercanías en América del Norte
en las líneas Vaudreuil-Hudson, Santo-Jérôme y Candiac.

## Visión general

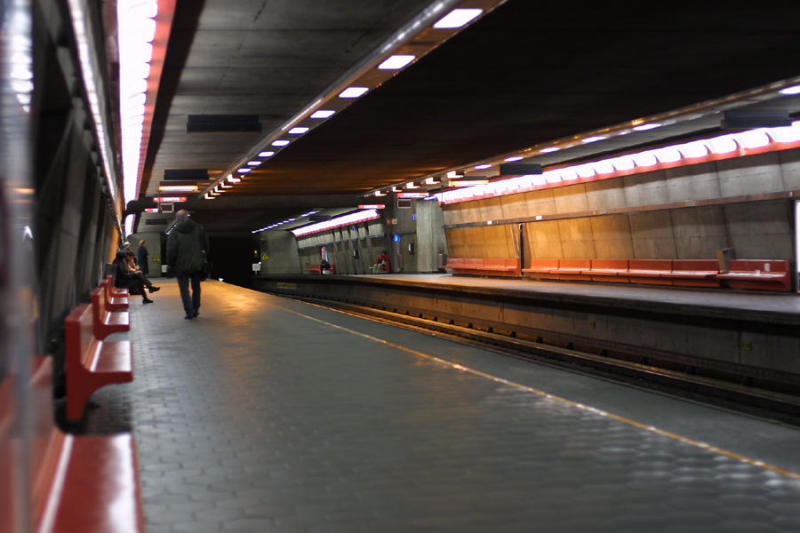
Plataforma de la estación

La estación es una estación de plataforma lateral normal con una entrada cerca de la mitad de las plataformas. La entrada principal está localizada en el Bulevar De Maisonneuve, estando rodeada en una estación de autobuses. La estructura externa descansa por encima de las plataformas e incluye y rodea a un entresuelo. Es la red estación más profunda sin escaleras eléctricas o pasillos rodantes.
La estación fue diseñada por la firma Desnoyers, Mercure, Leziy, Gagnon, Sheppard et Gélinas. Contiene un vitral y una escultura de acero inoxidable del destacado artista de Quebec Marcelle Ferron. También contiene una placa que conmemora a Jean Descaris, un pionero del siglo XVII, y a su descendiente Alphonse Décarie, a quienes pertenecieron los terrenos en donde están situadas las estaciones Vendôme y Villa-Maria. Cuenta con una estación de tren adyacente conectada a la Réseau de transport métropolitain, el tren que brinda servicio al Gran Montreal.
La estación está equipada con pantallas del sistema MétroVision de información qué muestra noticias, anuncios, y el tiempo que tardará el próximo tren.
Cuenta con un pequeño túnel que conecta a la estación del metro con el nuevo Centro de Salud de la Universidad McGill.

## Origen del nombre
El origen del nombre de la estación se debe a la avenida cercana Vendôme, la cual fue probablemente nombrada por uno o más de los Duques de Vendôme, muchos de los cuales fueron relevantes la historia de Francia.

## Historia
Originalmente fueron planeadas dos estaciones para conectar la estación Place-Saint-Henri y Villa-Maria: Northcliffe y Westmount. La oposición de los residentes de Westmount así como la inestabilidad de la roca del subsuelo dio como resultado que se consolidara sólo una estación, con el resultado que el túnel entre Vendôme y Place-Saint-Henri es el más largo en la Isla de Montreal.

## Conexiones al transporte público

### Tren de cercanías
- Vendôme AMT

## Puntos cercanos de interés
- Complexe de santé Reine-Élisabeth
- Centre Saint-Raymond